# Chhitapokhari
Chhitapokhari (nep. छितापोखरी) – gaun wikas samiti we wschodniej części Nepalu w strefie Sagarmatha w dystrykcie Khotang. Według nepalskiego spisu powszechnego z 2001 roku liczył on 420 gospodarstw domowych i 2617 mieszkańców (1313 kobiet i 1304 mężczyzn).